# 凯瑟斯贝格
凯瑟斯贝格（法語：Kaysersberg，發音：[kaizəʁsbɛʁɡ]）是法国上莱茵省的一个旧市镇，属于科尔马-里博维莱区。2016年1月1日，凯瑟斯贝格与邻近的2个市镇合并为新市镇凯瑟斯贝格-维尼奥布勒，并成为了凯瑟斯贝格-维尼奥布勒的委派市镇与政府驻地。

## 地名
由于语源问题，该地名“Kaysersberg”拼读方式不符合法语正字法，其标准发音为[kaizəʁsbɛʁɡ]，根据实际发音其应译作“凯瑟斯贝格”，《世界地名翻译大辞典》与《世界地名译名词典》将其误译作“凯泽贝尔”。

## 地理
凯瑟斯贝格（48°8'21"N, 7°15'39"E）面积24.82 平方千米，位于法国大東部大區上莱茵省，该省份为法国东部内陆省份，是阿尔萨斯的一部分，今与下莱茵省组成了阿尔萨斯欧洲集体，其北临下莱茵省，西接孚日省，西南接贝尔福地区省，东侧沿莱茵河与德国相望，南与瑞士接壤。
与凯瑟斯贝格接壤的市镇（或旧市镇、城区）包括：阿默什维尔、拉巴罗什、拉普特鲁瓦、弗雷朗、欧比尔、里克维尔、金蔡姆、米特尔维尔。
凯瑟斯贝格的时区为UTC+01:00、UTC+02:00（夏令时）。

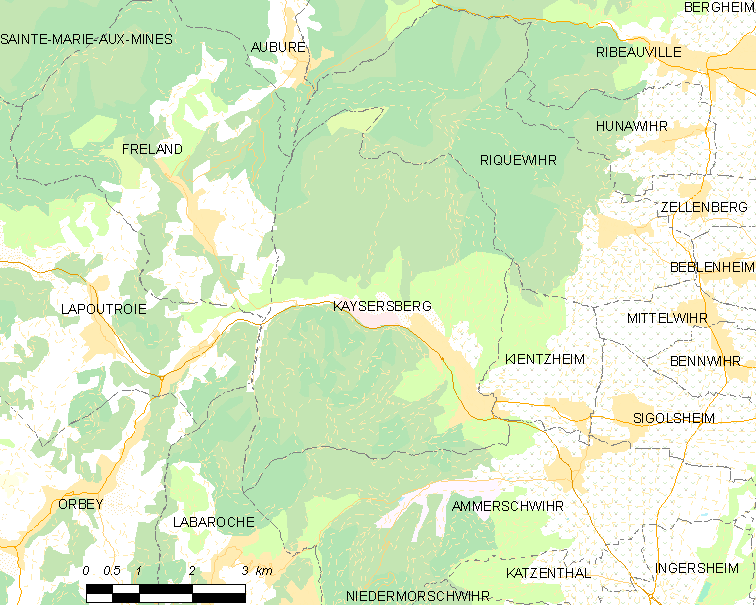
凯瑟斯贝格的OSM定位图

## 行政
凯瑟斯贝格的邮政编码为68240，INSEE市镇编码为68162。

## 政治
凯瑟斯贝格所属的省级选区为圣玛丽欧米讷县。

## 人口

1962-2008年间凯瑟斯贝格人口变化图示

凯瑟斯贝格于2018年1月1日时的人口数量为2450人。